# Melanie Fiona

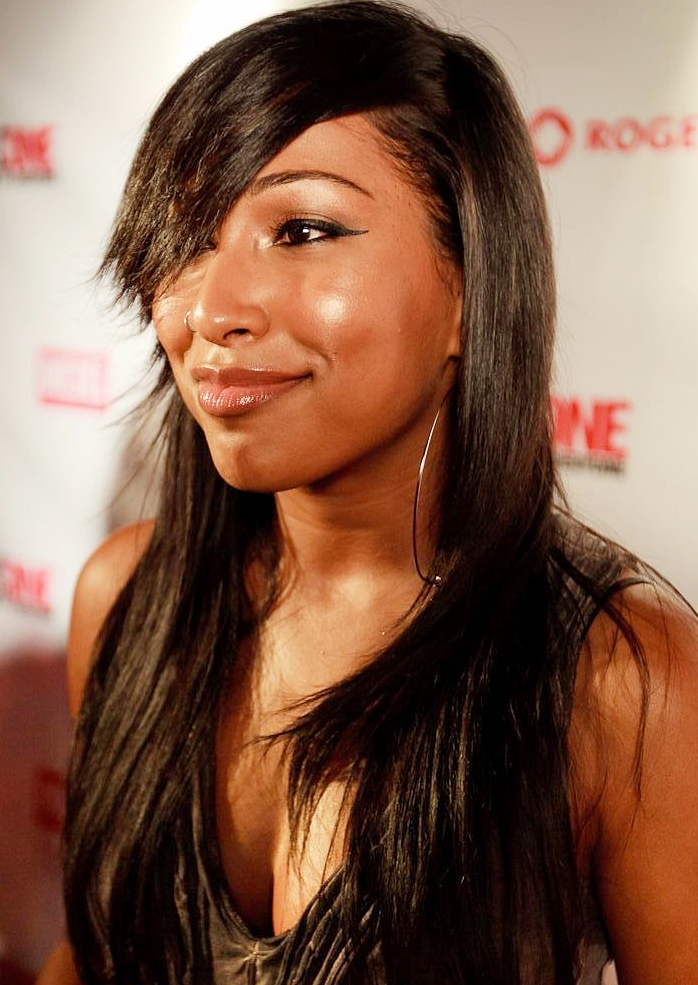
Melanie Fiona (2011)

Melanie Fiona Hallim (* 4. Juli 1983 in Toronto, Ontario) ist eine kanadische R&B-Sängerin.

## Biografie
Fionas Eltern waren aus Britisch-Guayana nach Kanada eingewandert und beide selbst Musiker. Ihr Vater ist Bandgitarrist und nahm sie in ihrer Jugend auch mal mit auf die Bühne. Bis 2003 war sie Mitglied des R&B-Trios Xquisite, dem auch Andreena Mill und die spätere MTV-Moderatorin Nicole Holness angehörten. Mit No Regrets hatte die Gruppe 2002 ihren größten Hit.
Ihre Solokarriere ließ sich danach Zeit. 2007 wurde sie von Steve Rifkind entdeckt und von Universal unter Vertrag genommen. Danach hatte sie zwar Auftritte mit Künstlern wie Akon, der ebenfalls von Rifkind entdeckt worden war, und Robin Thicke und 2008 war sie im Vorprogramm von Kanye West bei dessen Europatournee, ohne jedoch bis dahin selbst etwas veröffentlicht zu haben. Im Jahr 2009 nahm sie mit dem Schweizer Rapper Stress die Remix-Single zu Give It to Me Right auf. Weitere Zusammenarbeiten folgen.
Erst im Frühjahr 2009 erschien ihre Debütsingle Give It to Me Right in Kanada. Das Lied baut auf dem Hintergrund des Hits Time of the Season von den Zombies auf. Es erreichte Platz 20 der kanadischen Billboard-Charts und kurz darauf Platz 57 der R&B-Charts in den USA. Daraufhin wurde der Song auch in Europa veröffentlicht, wo er sich ebenfalls als erfolgreich erwies und unter anderem die Top 10 in Italien und der Schweiz erreichte. Im Juli 2009 erschien das Debütalbum The Bridge. Mit der Single Monday Morning belegte Fiona sieben Wochen lang die Spitze der Schweizer Hitparade und 2010 erreichte der Song auch die Top 5 in Österreich.

## Diskografie

### Studioalben
| Jahr | Titel       | Höchstplatzierung, Gesamtwochen, AuszeichnungChartplatzierungen (Jahr, Titel, Platzierungen, Wochen, Auszeichnungen, Anmerkungen) | Höchstplatzierung, Gesamtwochen, AuszeichnungChartplatzierungen (Jahr, Titel, Platzierungen, Wochen, Auszeichnungen, Anmerkungen) | Höchstplatzierung, Gesamtwochen, AuszeichnungChartplatzierungen (Jahr, Titel, Platzierungen, Wochen, Auszeichnungen, Anmerkungen) | Höchstplatzierung, Gesamtwochen, AuszeichnungChartplatzierungen (Jahr, Titel, Platzierungen, Wochen, Auszeichnungen, Anmerkungen) | Anmerkungen                         |
| Jahr | Titel       | DE | CH | UK | US | Anmerkungen                         |
| ---- | ----------- | --- | --- | --- | --- | ----------------------------------- |
| 2009 | The Bridge  | DE35 (3 Wo.)DE | CH3 Gold · (50 Wo.)CH | UK98 (1 Wo.)UK | US27 (27 Wo.)US | Erstveröffentlichung: 26. Juni 2009 |
| 2012 | The MF Life | — | CH23 (8 Wo.)CH | — | US7 (15 Wo.)US | Erstveröffentlichung: 18. März 2012 |

### Singles als Leadmusikerin
| Jahr | Titel Album                    | Höchstplatzierung, Gesamtwochen, AuszeichnungChartplatzierungen (Jahr, Titel, Album, Platzierungen, Wochen, Auszeichnungen, Anmerkungen) | Höchstplatzierung, Gesamtwochen, AuszeichnungChartplatzierungen (Jahr, Titel, Album, Platzierungen, Wochen, Auszeichnungen, Anmerkungen) | Höchstplatzierung, Gesamtwochen, AuszeichnungChartplatzierungen (Jahr, Titel, Album, Platzierungen, Wochen, Auszeichnungen, Anmerkungen) | Höchstplatzierung, Gesamtwochen, AuszeichnungChartplatzierungen (Jahr, Titel, Album, Platzierungen, Wochen, Auszeichnungen, Anmerkungen) | Höchstplatzierung, Gesamtwochen, AuszeichnungChartplatzierungen (Jahr, Titel, Album, Platzierungen, Wochen, Auszeichnungen, Anmerkungen) | Anmerkungen                                        |
| Jahr | Titel Album                    | DE | AT | CH | UK | US | Anmerkungen                                        |
| ---- | ------------------------------ | --- | --- | --- | --- | --- | -------------------------------------------------- |
| 2009 | Give It to Me Right The Bridge | DE31 (9 Wo.)DE | AT54 (2 Wo.)AT | CH5 Gold · (27 Wo.)CH | UK41 (2 Wo.)UK | — | Erstveröffentlichung: 28. Februar 2009             |
| 2009 | It Kills Me The Bridge         | — | — | — | — | US43 Platin · (20 Wo.)US | Erstveröffentlichung: 22. Juli 2009                |
| 2009 | Monday Morning The Bridge      | DE46 (12 Wo.)DE | AT3 (25 Wo.)AT | CH1 Platin · (35 Wo.)CH | — | — | Erstveröffentlichung: 28. Oktober 2009             |
| 2010 | Ay Yo The Bridge               | — | — | CH62 (4 Wo.)CH | — | — | Erstveröffentlichung: März 2010                    |
| 2011 | 4 AM The MF Life               | — | — | — | — | US81 Gold · (8 Wo.)US | Erstveröffentlichung: 6. September 2011            |
| 2012 | Change The Record The MF Life  | — | — | CH35 (8 Wo.)CH | — | — | Erstveröffentlichung: 20. Februar 2012 feat. B.o.B |

### Singles als Gastmusikerin
| Jahr | Titel Album                | Höchstplatzierung, Gesamtwochen, AuszeichnungChartplatzierungen (Jahr, Titel, Album, Platzierungen, Wochen, Auszeichnungen, Anmerkungen) | Höchstplatzierung, Gesamtwochen, AuszeichnungChartplatzierungen (Jahr, Titel, Album, Platzierungen, Wochen, Auszeichnungen, Anmerkungen) | Anmerkungen                                                                               |
| Jahr | Titel Album                | CH | UK | Anmerkungen                                                                               |
| ---- | -------------------------- | --- | --- | ----------------------------------------------------------------------------------------- |
| 2010 | Wake Up Everybody Wake Up! | CH62 (2 Wo.)CH | — | Erstveröffentlichung: 2. August 2010 John Legend & The Roots feat. Melanie Fiona & Common |
| 2011 | Let It Rain Third Strike   | — | UK14 (7 Wo.)UK | Erstveröffentlichung: 24. Januar 2011 Tinchy Stryder feat. Melanie Fiona                  |